# Det Tjekkiske Filharmoniske Orkester
Česká filharmonie (Det Tjekkiske Filharmoniske Orkester) er et symfoniorkester, der er baseret i Prag, Tjekkiet. Orkestret blev grundlagt i 1896, og deres primære spillested er Rudolfinum.